# Adenauerplatz (Berlins tunnelbana)
Adenauerplatz är en tunnelbanestation i Berlins tunnelbana på linjen U7 i stadsdelen Charlottenburg. Den öppnades 28 april 1978 som en del i den nordvästra utbyggnaden av tunnelbanan och ligger under Adenauerplatz samt affärsgatan Kurfürstendamm. Stationen var ursprungligen formgiven av Rainer G. Rümmler men byggdes om 2004.
Planer på en tunnelbanestation på Adenauerplatz fanns redan 1913 då dagens linje U1 planerades att fortsätta från Uhlandstrasse och vidare till Theodor-Heuss-Platz via Adenauerplatz. Men planerna realiserades aldrig och först i och med utbyggnaden av linje U7 på 1970-talet byggdes en tunnelbanestation. Däremot fanns fortsatt en plan för dåvarande linje U3 (dagens U1) att förlängas och en outnyttjad stationsdel byggdes i väntan på beslut om förlängning av linjen.

## Bilder

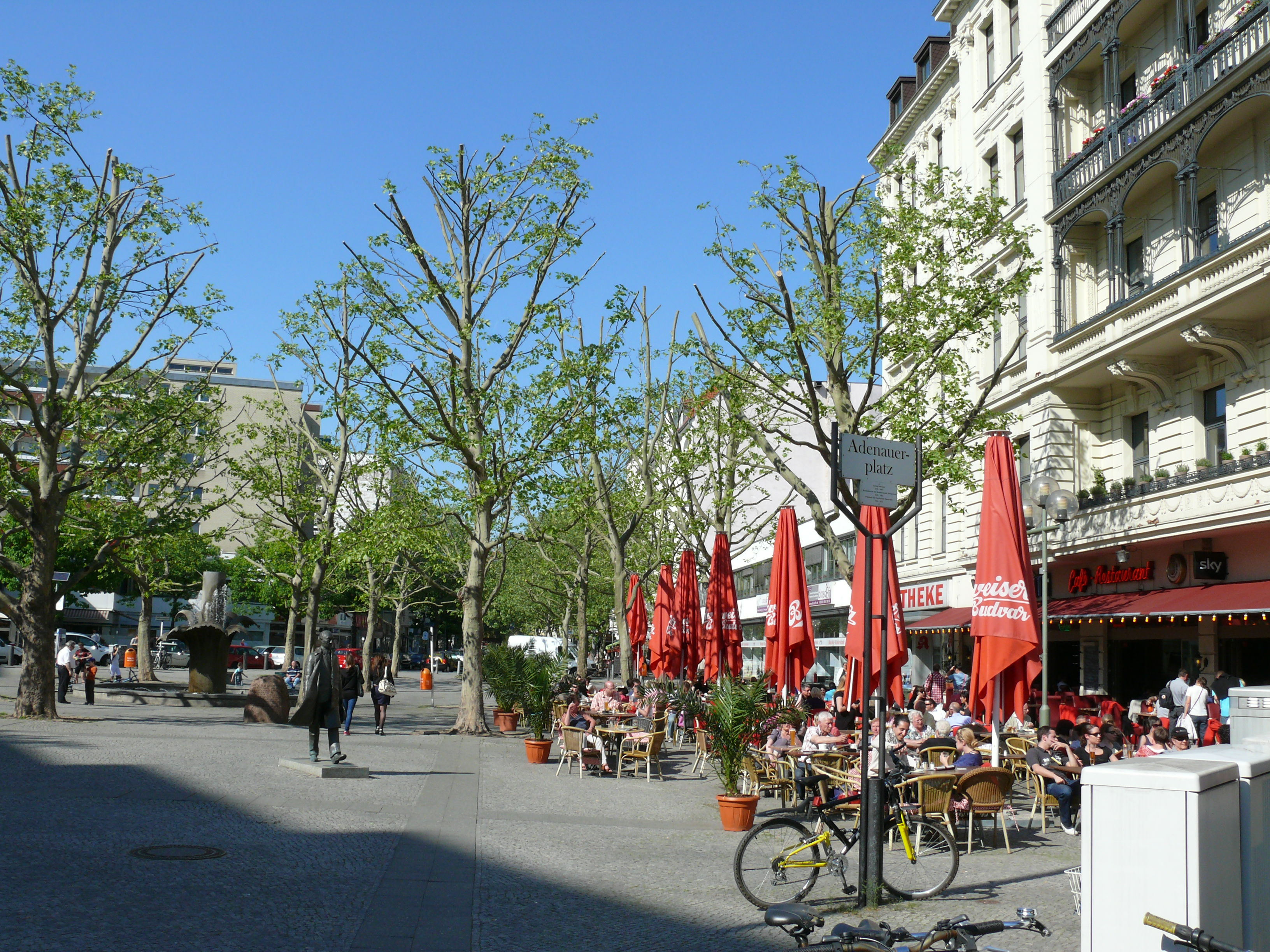
Adenauerplatz
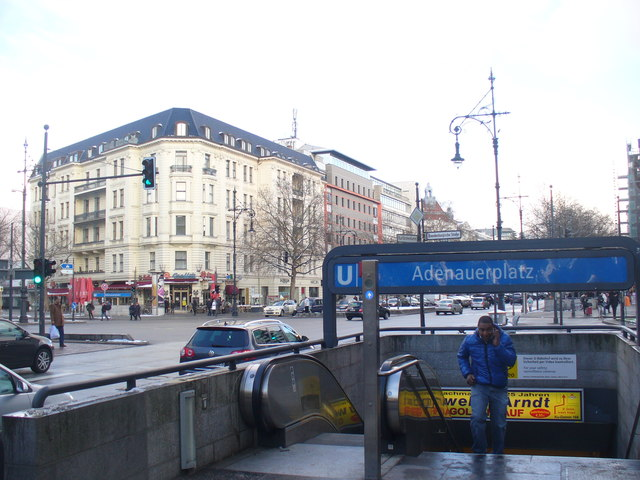
Entrén vid Kurfürstendamm
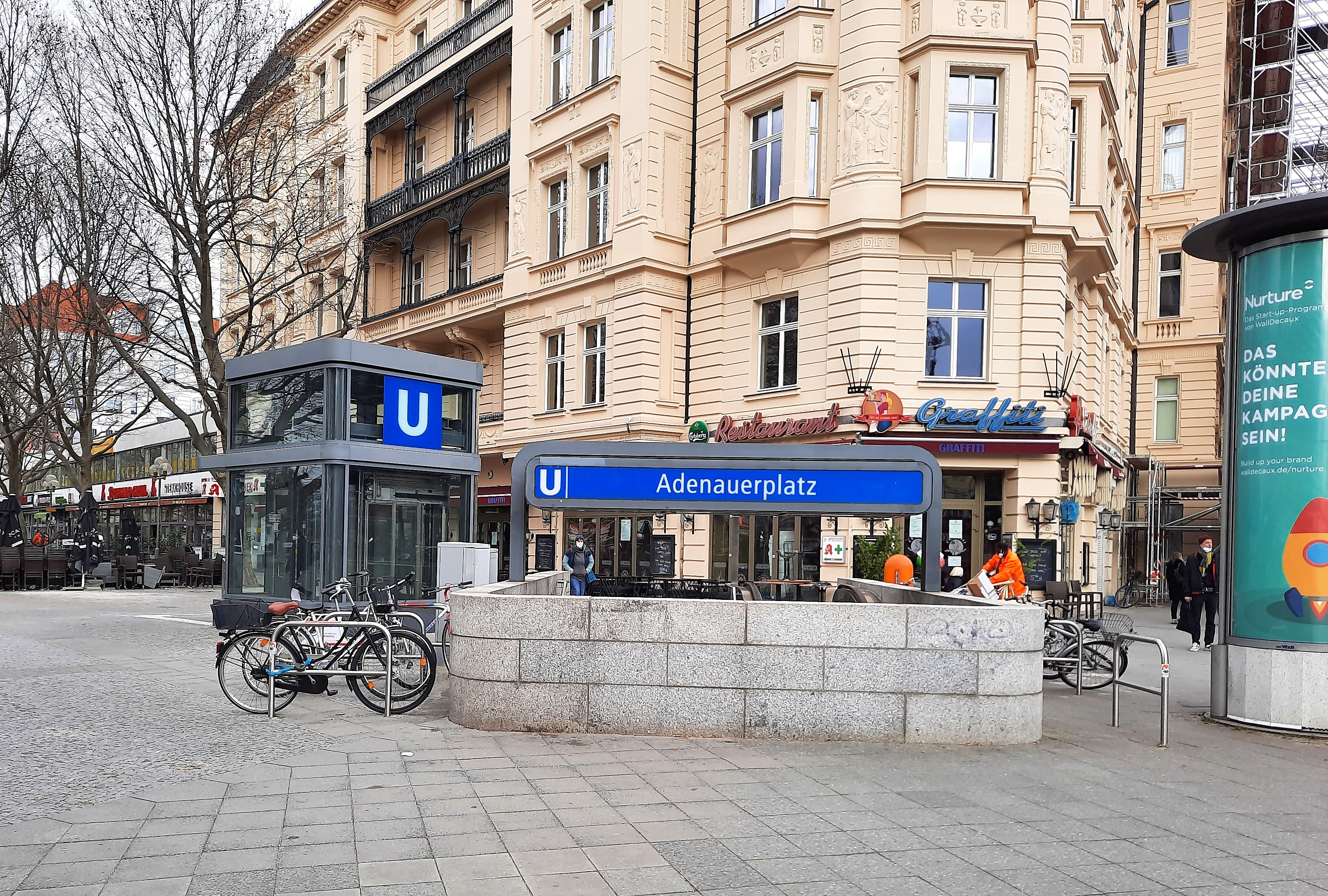
Entrén Adenauerplatz
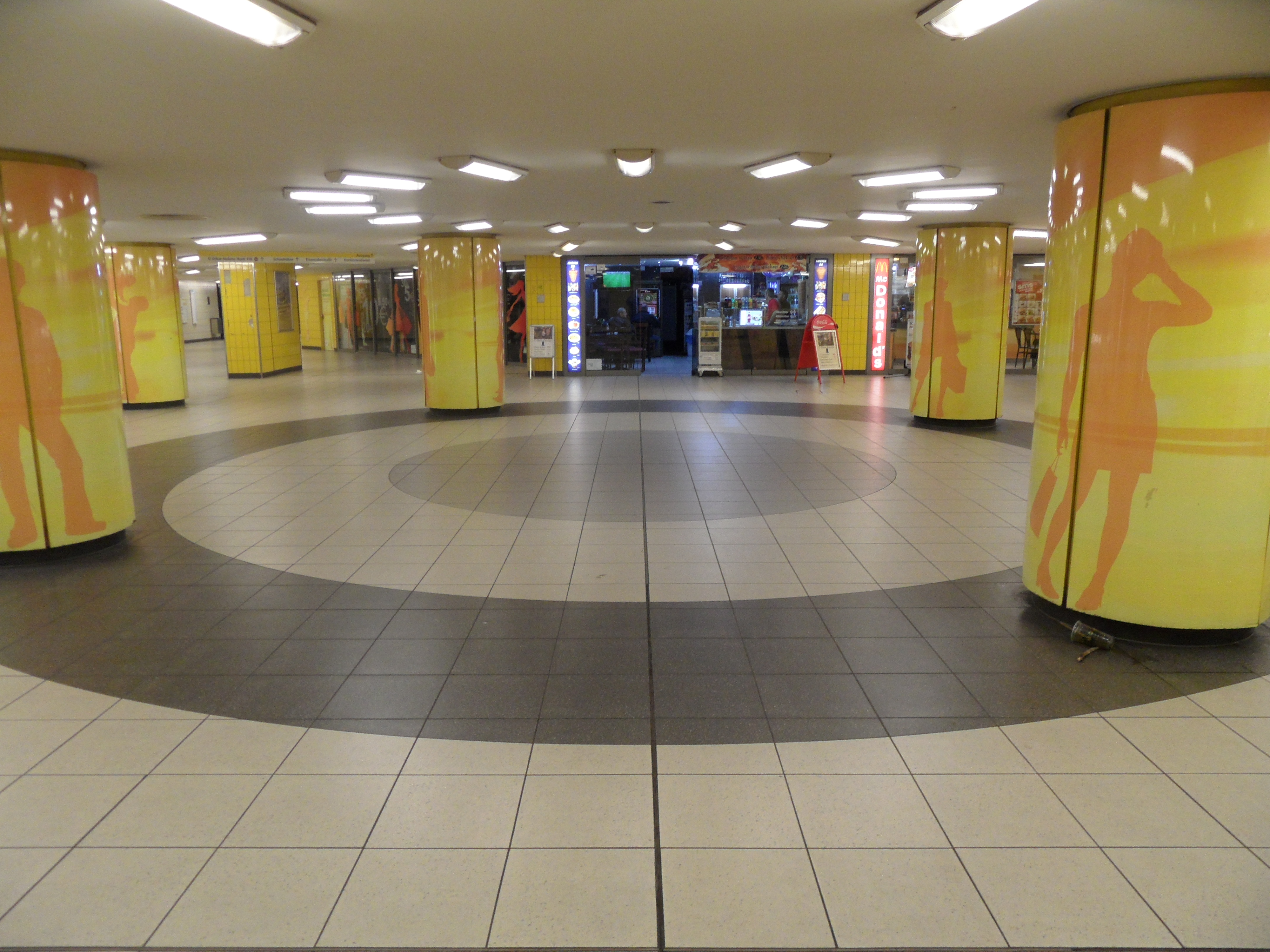
Hall ovanför perrongen
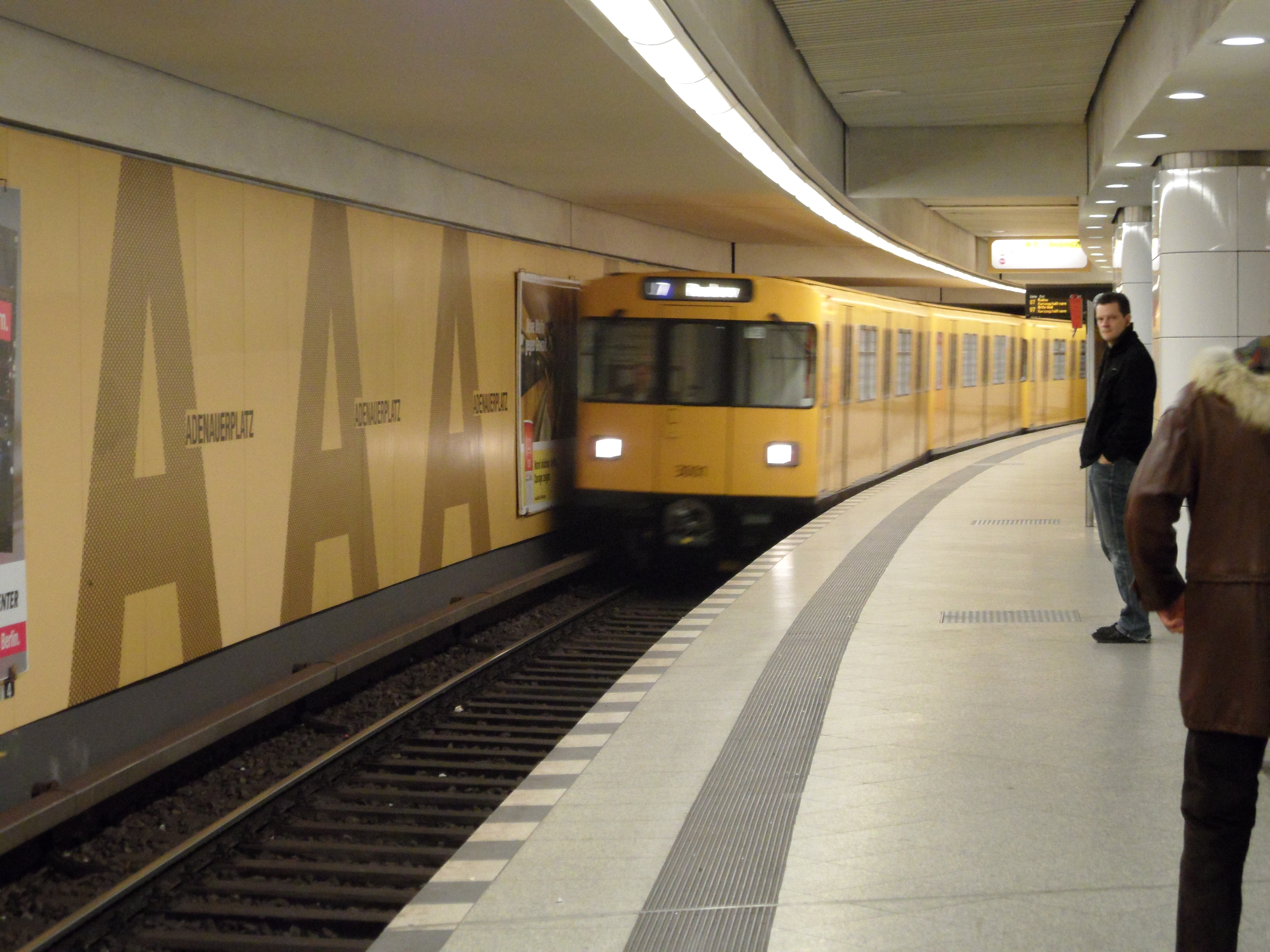
Perrongen
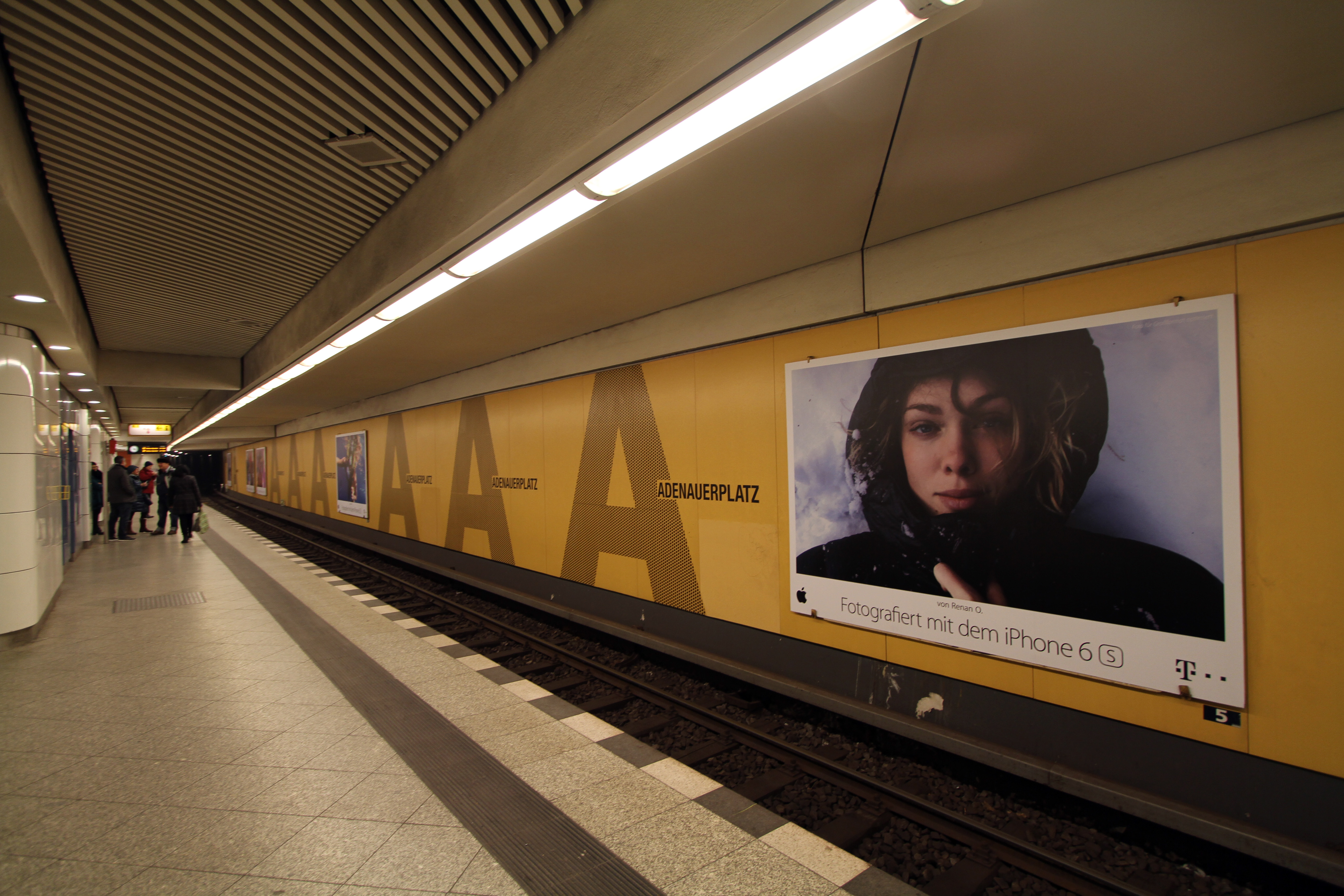